# Freren
Freren est une municipalité de l'arrondissement du Pays de l'Ems en Basse-Saxe en Allemagne. Elle est située à environ 15 kilomètres à l'est de Lingen.

## Personnalités liées
- Franziskus Demann (1900–1957), évêque d'Osnabrück
- Helmut Siepenkort (1937–2007)
- Ernst Middendorp (né en 1950), entraîneur allemand de football
- Mathias Surmann (né en 1974), joueur allemand de football
- Erwin Jaenecke (1890-1960), officier allemand